# Make You Feel My Love
Make You Feel My Love, inciso da alcuni artisti anche con il titolo To Make You Feel My Love è un brano musicale scritto e interpretato da Bob Dylan per l'album Time Out of Mind, pubblicato nel 1997. Pur non essendo stato pubblicato come singolo dallo stesso Bob Dylan, il brano ha in seguito raggiunto grande notorietà internazionale grazie a diverse cover, tra le quali quelle interpretate da Billy Joel, Garth Brooks e Adele. Nel 1998 il brano ha ricevuto il premio Performance Activity nella categoria dedicata ai singoli adult contemporary nel corso della terza cerimonia di consegna dei New York Music Awards, organizzata dalla SESAC.
Grazie all'interpretazione di Garth Brooks, il brano ha ottenuto due nomination ai Grammy Awards 1999. La versione di Adele è invece diventata un successo commerciale in Regno Unito, Irlanda e nei Paesi Bassi, dove ha raggiunto la top 5 nelle classifiche di vendita, ottenendo inoltre il disco d'oro negli Stati Uniti e nel Regno Unito.

## Versione originale
La versione originale del brano è stata incisa da Bob Dylan per l'album Time Out of Mind, interamente prodotto da Daniel Lanois e pubblicato il 30 settembre 1997. Nel recensire l'album per la rivista statunitense Rolling Stone, il critico musicale Greg Kot ha giudicato negativamente Make You Feel My Love, definendola come «una ballata di riempimento minata di versi da bigliettino di auguri» che «rompe l'incantesimo dell'album». Diverso fu invece il giudizio di Billboard, che lo considerò uno dei punti di forza dell'album.
Il brano è stato eseguito dal vivo in vari tour del cantautore americano ed è stato anche incluso nella raccolta Dylan del 2007.

## Cover di Billy Joel
Billy Joel interpretò una cover di Make You Feel My Love, prodotta da Peter Asher per la raccolta Greatest Hits Volume III. Pur essendo una cover del brano di Bob Dylan, la versione di Joel fu in realtà messa in commercio ancor prima dell'originale, in quanto l'album che la conteneva uscì il 19 agosto 1997, circa un mese e mezzo prima della pubblicazione di Time Out of Mind. Parlando dell'incisione della canzone, Joel affermò «Un emissario della Columbia dall'aria circospetta, come se si aspettasse di essere derubato proprio nel mio salotto, mi ha portato a casa una cassetta, me l'ha fatta ascoltare e se l'è riportata via subito». Il brano fu anche pubblicato come singolo dallo stesso Billy Joel, entrando nelle classifiche di vendita americane e olandesi, ma senza riuscire a raggiungere posizioni di vertice.
L'interpretazione del brano da parte di Joel non convinse il critico musicale Stephen Thomas Erlewine che, pur considerando Make You Feel My Love la più riuscita tra le tre cover incluse nella raccolta, ha scritto su AllMusic che Joel ha deciso di interpretare il brano «come se fosse una versione lenta, ammorbidita di un brano scartato da Time Out of Mind», criticando inoltre la produzione troppo limpida e giudicando incolore l'interpretazione stessa. Negativo fu anche il giudizio di Steve Hochman del Los Angeles Times, che ha definito la versione di Billy Joel come una «lugubre versione da salotto» del brano.

### Tracce
CD singolo
1. To Make You Feel My Love – 3:54 (Bob Dylan)
2. Intro / Summer Highland – 4:33 (Billy Joel) – dal vivo

### Classifiche
| Classifica (1997)                | Posizione massima |
| -------------------------------- | ----------------- |
| Paesi Bassi                      | 99                |
| Stati Uniti                      | 50                |
| Stati Uniti (Adult Contemporary) | 9                 |

## Cover di Garth Brooks
Il cantante country statunitense Garth Brooks incise una versione del brano per la colonna sonora del film Ricominciare a vivere, diretto da Forest Whitaker e uscito nel 1998 con il titolo originale Hope Floats. La sua versione, pubblicata come singolo, fu anche il primo brano interpretato da Brooks ad essere incluso nella colonna sonora di una pellicola cinematografica.
La pubblicazione del singolo fu accompagnata da una campagna, lanciata dall'etichetta Capitol Records Nashville, finalizzata a promuovere la trasmissione del brano da parte di emittenti radiofoniche pop. Il brano raggiunse il primo posto nella classifica Hot Country Songs e l'ottavo Hot Adult Contemporary Tracks.
Nel 1999, in occasione della 41ª edizione dei Grammy Awards, Make You Feel My Love ottenne due nomination, nelle categorie miglior interpretazione vocale maschile country e miglior canzone country, senza però riuscire ad ottenere alcun premio.

### Classifiche
| Classifica (1998)                | Posizione massima |
| -------------------------------- | ----------------- |
| Stati Uniti (Adult Contemporary) | 8                 |
| Stati Uniti (Country)            | 1                 |

## Cover di Adele
La cantante inglese Adele ha incluso una cover del brano nel proprio album di debutto, 19, pubblicato nel 2008. Il brano è poi uscito come singolo il 3 novembre dello stesso anno, sotto l'etichetta XL Recordings.
Il singolo è stato accompagnato da un videoclip diretto dal regista Matt Kirkby.
La cover di Adele è stata anche inserita nella raccolta Songs for Japan, finalizzata a raccogliere denaro per sostenere la Croce Rossa Internazionale negli aiuti alle popolazioni colpite dal Terremoto e dallo tsunami che hanno colpito il Giappone nel 2011, mentre una versione dal vivo da lei interpretata è stata incisa per Chimes of Freedom - The Songs of Bob Dylan, raccolta tributo dedicata al cantautore e pubblicata nel gennaio 2012 con lo scopo di raccogliere fondi destinati ad Amnesty International.

### Tracce
45 giri (XLS393), CD (XLS393CD)
1. Make You Feel My Love – 3:32 (Bob Dylan)
2. Painting Pictures – 3:33 (Adele)

Download digitale
1. Make You Feel My Love – 3:32 (Bob Dylan)

### Classifiche

#### Posizioni massime
| Classifica (2008–2012) | Posizione massima |
| ---------------------- | ----------------- |
| Belgio (Fiandre)       | 67*               |
| Europa                 | 17                |
| Irlanda                | 5                 |
| Paesi Bassi            | 1                 |
| Regno Unito            | 4                 |
| Svezia                 | 44                |

Note relative alle posizioni in classifica
- * Make You Feel My Love non è entrato nella classifica dei singoli più venduti nelle Fiandre, la Ultratop 50, ma ha raggiunto il numero 17 nella classifica Ultratip, che rappresenta un'estensione alle 50 posizioni della precedente.

#### Classifiche di fine anno
| Classifica (2009) | Posizione |
| ----------------- | --------- |
| Paesi Bassi       | 7         |

## Altre cover
La canzone è stata interpretata anche da numerosi altri artisti. La cantautrice statunitense Joan Osborne ha pubblicato una cover di Make You Feel My Love nell'album Righteous Love del 2000. Nel 2007 Bryan Ferry ne incluse una versione nel suo album Dylanesque, interamente costituito da cover di Bob Dylan. Il 1º giugno in occasione dell'album di debutto "La Complicità" anche Carmen Ferreri ha inserito la cover "You make me feel my love".
Anche Lea Michele ha interpretato la canzone nel terzo episodio della quinta stagione della serie televisiva Glee, "Addio, Finn". La puntata è una commemorazione per l'attore Cory Monteith, scomparso qualche mese prima.
Nel 2019 Gian Pieretti ne ha realizzato una versione in italiano nel suo album Nobel, dedicato a cover di Dylan, intitolata La nave magica .